# George Dzundza
George Dzundza, né le 19 juillet 1945 à Rosenheim en Bavière, est un acteur germano-américain.

## Biographie
George est né dans une famille juive. Son père est ukrainien et sa mère est polonaise.

### Vie privée
Né en 1945 en Bavière (Allemagne), il arrive en 1956 aux États-Unis. Il s'est marié à Mary Jo Vermulen en 1980 et a eu trois enfants.

## Filmographie
- 1974 : Kung Fu (série télévisée) : Evans (# 1 épisode)
- 1974 : King Lear (TV) d'Edwin Sherin (en) : Gentleman
- 1974 : Fischia il sesso de Gian Luigi Polidoro
- 1975 : The Happy hooker de Nicholas Sgarro : Chet
- 1975 : L'aventure est au bout de la route (Movin'On) (série télévisée) : Charlie (#1 épisode)
- 1975 : Starsky et Hutch (Starsky & Hutch) (série télévisée) : Crandell (# 1 épisode)
- 1975 : La Famille des collines (The Waltons) (série télévisée) : A.J. Covington (#1 épisode)
- 1975 : Joe Forrester (série télévisée)
- 1976 : Bert D'Angelo/Superstar (série télévisée) : Mike Zuber (#1 épisode)
- 1977 : Les Rues de San Francisco (The Streets of San Francisco) (TV) : Paul Weber (# 1 épisode)
- 1978 : The Defection of Simas Kudirka (en) (TV) de David Lowell Rich : Gruzauskas
- 1978 : Voyage au bout de l'enfer (The Deer Hunter) de Michael Cimino : John (VF : Jacques Dynam)
- 1979 : Les Vampires de Salem (Salem's Lot) de Tobe Hooper : Cully Sawyer (VF : Marc Alfos)
- 1979 : Young Maverick (série TV) (#2 épisodes, 1979-1980)
- 1981 : Honky Tonk Freeway de John Schlesinger : Eugene
- 1981 : Le Joyeux Bazar (Open All Night) (série télévisée) : Gordon (#1 épisode)
- 1981 : Skokie, le village de la colère (Skokie) (TV) d'Herbert Wise: Frank Collin
- 1981 : Loin de chez soi (A Long Way Home) (TV) de Robert Markowitz : Floyd Booth
- 1983 : The Face of Rage (TV) de Donald Wrye : Nick
- 1983 : Faerie Tale Theatre (série télévisée) : The Woodsman (#1 épisode)
- 1983 : Streamers de Robert Altman : Cokies
- 1984 : The Lost Honor of Kathryn Beck (TV) de Simon Langton : Lt DeCarlo
- 1984 : When She Says No (TV) de Paul Aaron : Paul Fellows
- 1984 : Une défense canon (Best Defense) de Willard Huyck : Steve Loparino (VF : Jacques Ferrière)
- 1985 : The Rape Of Richard Beck (TV) de Karen Arthur : Blastig
- 1986 : Sans pitié (No Mercy) de Richard Pearce : Captain Stemkowski (VF : Roger Carel)
- 1986 : Le Bras armé de la loi (One Police Plaza) de Jerry Jameson
- 1987 : Sens unique (No Way Out) de Roger Donaldson : Sam Hesselman (VF : Roger Lumont)
- 1988 : La Bête de guerre (The Beast of War) de Kevin Reynolds : Daskal (VF : Serge Sauvion)
- 1988 : Le Monstre évadé de l'espace (TV) : Victor Maldonado (VF : Jacques Ferrière)
- 1990 : New York, police judiciaire (série télévisée) : Sergent Maxwell « Max » Greevey (VF : Jacques Ferrière)
- 1990 : Chasseur blanc, cœur noir de Clint Eastwood : Paul Landers (VF : Jacques Ferrière)
- 1991 : La Femme du boucher (The Butcher's Wife) de Terry Hughes (en) : Leo (VF : Patrick Floersheim)
- 1992 : Basic Instinct de Paul Verhoeven : Gus Moran (le collègue de Nick) (VF : Daniel Russo)
- 1994 : L'ennemi est parmi nous (The Enemy Within) de Jonathan Darby (TV) : Jake
- 1995 : Esprits rebelles (Dangerous Minds) de John N. Smith : Hal Griffith (VF : Pierre Forrest puis Jean Marie Monsselet)
- 1995 : USS Alabama de Tony Scott : Cob  (VF : Sylvain Lemarie puis Yves Corbeil)
- 1996 : Superman, l'Ange de Métropolis (série animée)  (VF : Michel Muller puis Mario Santini)
- 1997 : Do me a favor de Sondra Locke : Wallace Muller
- 1998 : La Mutante 2 de Peter Medak : Colonel Burgess (VF : Raymond Brouchard)
- 1998 : Instinct de Jon Turteltaub : Dr John Murray (VF : Michel Vocoret puis Raymond Brouchard
- 2002 : Disparition programmée (Determination of Death) de Michael Miller : Mac
- 2005 : Stargate SG-1 (série télévisée) : Jim / Anubis (épisode 8.18)
- 2005-2007 : Grey's Anatomy (série télévisée) : Harold O'Malley
- 2008 : October Road (série télévisée) : Gloy Daniels
- 2009 : The Beast (série télévisée) : Lieutenant Platko
- 2010 : The chosen One : Norman
- 2011 : Danni Lowinski (TV) : Augustus "Gus"Lowinski

## Doublage Français
Victorio Stagni dans
•Starsky et Hutch (série télévisée)
Jacques Dynam dans
•Voyage au bout de l'enfer 
Marc Alfos dans
•Les Vampires de Salem
Jacques Ferrière dans
•La défense du canon
•Le Monstre évadé de l'espace 
•New York police district (série télévisée)
•Chasseur Blanc, cœur noir 
Roger Lumont dans
•Sens Unique
Serge Sauvion dans
•La Bête des guerres
Patrick Floersheim dans
•La Femme du boucher
Roger Carel dans
•Sans pitié 
•Le Retour des Incorruptibles (série télévisée)
Daniel Russo dans
•Basic Instinct 
Pierre Forrest puis Marie Monsselet (VQ) dans
•Esprits rebelles 
Sylvain Lemarié puis Yves Corbeil (VQ) dans
•USS Alabama 
Michel Muller puis Mario Santini (VQ) dans
•Superman, l'Ange de Metropolis (série télévisée)
Michel Bouchard dans
•La Mutante 2
•Instinct (VQ)
•Père et flic (VQ)
Michel Vocoret dans
•Instinct 
Jean-Pierre Moulin dans
•Jess (série télévisée)
Michel Vigné dans
•Au delà de la suspicion
Patrick Messe dans
•Le justicier de l'ombre (série télévisée)
•Stargate porte des étoiles (Série télévisée)